# Улиско, Василий Андреевич
Василий Андреевич Улиско (28 января 1915 — 26 апреля 1956) — советский военный лётчик, гвардии подполковник, Народный герой Югославии.

## Биография
Родился 28 января 1915 года на Украине. Украинец.
В Красной армии с 1933 года. Призван Волновахским райвоенкоматом Сталинской области. Окончил школу авиаторов, а затем был направлен в бомбардировочную авиацию.
Участвовал в Великой Отечественной войне с июня 1941 года, был штурманом бомбардировочной авиации. 8 июля 1941 года, на Западном фронте, был тяжело ранен в голову. Член ВКП(б) с 1943 года.
В 1944 году гвардии майор Василий Улиско принимал участие в операциях по оказанию помощи Народно-освободительной армии Югославии.
После войны продолжал служить в ВВС СССР. Трагически погиб 26 апреля 1956 года при исполнении служебных обязанностей. Первоначально был похоронен в Мелитополе (Запорожская область), где он служил . Впоследствии его прах перезахоронили в Киеве на Лукьяновском военном кладбище.

## Награды
Награждён советскими орденами Ленина, Красного Знамени, Красной Звезды, другими орденами и медалями. Решением Антифашистского вече национального освобождения Югославии от 21 июня 1945 года он награждён орденом Народного героя Югославии.